# 尾張部克志
尾張部 克志（おわりべ かつし）は、細胞生物学者。細胞接着における基底膜の機能やヘミデスモソームの分子構築の研究で著名。1993年、日本生化学会のJB論文賞を受賞。名古屋大学名誉教授。理学博士。秦野節司の直弟子。

## 研究
動物の組織構築には、細胞の極性が必要で、細胞間および細胞・基質間の細胞接着装置にその仕組みがある。尾張部は、ヘミデスモソームの細胞接着に関与する細胞接着分子を生化学・細胞生物学・免疫学的に研究した。
1991年、ウシの角膜上皮細胞からヘミデスモソームの単離に成功し、天疱瘡抗原（pemphigoid antigen）、新しいタンパク質・HD1（hemidesmosome 1）を発見した。
その後、ヘミデスモソームの接着タンパク質を次々と解明し、細胞接着の仕組みを解明すると同時に、天疱瘡の診断と治療の基礎研究に大きく貢献した。

## 略歴
- 1970年：新潟大学 理学部 生物学　卒業
- 1975年：名古屋大学大学院理学研究科博士課程満了（指導教授：秦野節司）
- 1975年 -  1976年：日本学術振興会奨励研究員
- 1976年 -  1993年：名古屋大学・助手（理学部）
- 1986年 -  1988年：ドイツ癌研究センター（en:German Cancer Research Center）・客員研究員、ウェルナー・フランケ（en:Werner Franke）研究室
- 1993年： JB論文賞(日本生化学会)受賞
- 1993年 -  2000年：名古屋大学・助教授（情報文化学部）
- 2000年 -  2012年：名古屋大学・教授（大学院理学研究科 生命理学専攻）
- 2012年 ：名古屋大学定年退官、名古屋大学名誉教授